# Folco I d'Este
Folco I d'Este (1070 – 1136) è stato un nobile italiano discendente dalla dinastia obertenga; succedette al padre Alberto Azzo II come marchese d'Este. È stato l'antenato della linea italiana della Casa d'Este.

## Biografia
Fu il terzogenito di Alberto Azzo II d'Este, il secondo nato dalla sua seconda moglie, Garsenda.
Il fratello maggiore in realtà era fratellastro; infatti Guelfo era nato dalla prima moglie del padre, Cunegonda. Il secondogenito Ugo invece ebbe gli stessi genitori.
Dopo la morte del padre, avvenuta nel 1097, Folco ereditò i possedimenti italiani della famiglia, che si trovavano in Veneto, intorno a Mantova, Padova, Treviso e Verona, mentre il suo fratellastro Guelfo ereditò le terre a nord delle Alpi, in Baviera. Quest'ultimo però non accettò pacificamente la decisione del padre e tentò senza successo di conquistare le terre assegnate a Folco, sostenuto dalla potente linea bavarese della famiglia, i Welfen. Nel 1070 il fratello di Folco, Ugo, divenne conte del Maine, ereditando le terre del loro nonno materno e trasferendosi in Francia.

## Gli Estensi, il ramo italiano, e Ferrara
Mentre i fratelli spostavano i loro interessi verso le terre germaniche e francesi Folco, che ebbe cinque figli (forse sei), fondò il ramo italiano della famiglia. I nomi degli Estensi legati al titolo di marchese appaiono per la prima volta in un documento nel 1171, quindi molto dopo la morte di Folco I, che rimase sempre legato alla città di Este. Solo il figlio ed erede Obizzo si trasferì poi a Ferrara (pur alternando la sua dimora tra Este e la città emiliana), legando così tra loro, per i successivi secoli, il destino della città e della casata.

## Discendenza
Folco I si sposò nel 1109 ed ebbe sei figli:
- Azzo (*? †~1145)
- Bonifazio (*? †1163)
- Folco (*? †~1178)
- Obizzo (*1110 †1193), suo successore
- Beatrice (*1075 †1110), forse sposò nel 1108 Alfonso VI di León o un membro della famiglia Catanei di Lendinara. Non ne è certa la paternità[5]
- Alberto (*? †1184)

## Ascendenza
|                        |                   |                              | Genitori       |  |  | Nonni |  |  | Bisnonni  |  |  | Trisnonni |  |
|                        |                   |                              |                |  |  |       |  |  | Oberto II |  |  | Oberto I  |  |
|                        |                   |                              |                |  |  |       |  |  | Oberto II |  |  | Oberto I  |  |
|                        |                   | Guilla di Spoleto            |                |  |  |       |  |  | Oberto II |  |  |           |  |
| Alberto Azzo I         |                   |                              |                |  |  |       |  |  | Oberto II |  |  |           |  |
|                        |                   | Railenda                     | Conte Riprando |  |  |       |  |  |           |  |  |           |  |
|                        |                   | Railenda                     | Conte Riprando |  |  |       |  |  |           |  |  |           |  |
|                        |                   | Railenda                     | …              |  |  |       |  |  |           |  |  |           |  |
| Alberto Azzo II d'Este |                   | Railenda                     |                |  |  |       |  |  |           |  |  |           |  |
|                        |                   | Bosone I conte di Sabbioneta | …              |  |  |       |  |  |           |  |  |           |  |
|                        |                   | Bosone I conte di Sabbioneta | …              |  |  |       |  |  |           |  |  |           |  |
|                        |                   | Bosone I conte di Sabbioneta | …              |  |  |       |  |  |           |  |  |           |  |
| Adelaide               |                   | Bosone I conte di Sabbioneta |                |  |  |       |  |  |           |  |  |           |  |
|                        |                   | …                            | …              |  |  |       |  |  |           |  |  |           |  |
|                        |                   | …                            | …              |  |  |       |  |  |           |  |  |           |  |
|                        |                   | …                            | …              |  |  |       |  |  |           |  |  |           |  |
| Folco I d'Este         |                   | …                            |                |  |  |       |  |  |           |  |  |           |  |
|                        | Ugo III del Maine | Ugo II del Maine             |                |  |  |       |  |  |           |  |  |           |  |
|                        | Ugo III del Maine | Ugo II del Maine             |                |  |  |       |  |  |           |  |  |           |  |
|                        | Ugo III del Maine | …                            |                |  |  |       |  |  |           |  |  |           |  |
| Eriberto I del Maine   | Ugo III del Maine |                              |                |  |  |       |  |  |           |  |  |           |  |
|                        |                   |                              | …              |  |  |       |  |  |           |  |  |           |  |
|                        |                   |                              |                |  |  |       |  |  |           |  |  |           |  |
|                        |                   | …                            |                |  |  |       |  |  |           |  |  |           |  |
| Gersenda del Maine     |                   |                              |                |  |  |       |  |  |           |  |  |           |  |
|                        |                   | …                            | …              |  |  |       |  |  |           |  |  |           |  |
|                        |                   | …                            | …              |  |  |       |  |  |           |  |  |           |  |
|                        |                   | …                            | …              |  |  |       |  |  |           |  |  |           |  |
|                        |                   | …                            |                |  |  |       |  |  |           |  |  |           |  |
|                        |                   | …                            | …              |  |  |       |  |  |           |  |  |           |  |
|                        |                   | …                            | …              |  |  |       |  |  |           |  |  |           |  |
|                        |                   | …                            | …              |  |  |       |  |  |           |  |  |           |  |
|                        |                   | …                            |                |  |  |       |  |  |           |  |  |           |  |